# Сотело, Маурисио
Маурисио Сотело (исп. Mauricio Sotelo; род. 2 октября 1961, Мадрид) — испанский композитор, дирижёр, педагог.

## Биография
Учился в Венском музыкальном университете, посещал класс композиции Романа Хаубенштока-Рамати. Музыка Сотело исполнялась на крупнейших фестивалях (Зальцбургский фестиваль, Венецианская биеннале и др.), в концертных залах Мадрида, Барселоны, Вены, Берлина, Бонна, Амстердама, Парижа, Нью-Йорка, Токио.

## Сочинения

### Для театра
- Бруно или Театр памяти/ Bruno o el teatro de la memoria (1994—2009, на тексты Джордано Бруно и Хосе Анхеля Валенте)
- De Amore (1996—1999, камерная опера, по Уоллесу Стивенсу)
- Безумец/ El Loco (2004, балет)
- Дульсинея/ Dulcinea (2006, камерная опера для детей, по Сервантесу)
- Смерть без конца/ Muerte sin fin (2008, по одноименной поэме Хосе Горостисы)

### Для оркестра
- El fuego, el mar для фортепиано и оркестра (1994)
- De l’infinito, universo e mundi (1996—1999)
- Frammenti de l’infinito (1998)
- Cena de las cenizas (1999—2000)
- Si después de morir… (2000, памяти Хосе Анхеля Валенте)
- Tanquam centrum circuli (2006)
- Muros de dolor III (2006)
- Como llora el viento (2007)
- El rayo de tiniebla (2000)
- Arde el alba (2008-09)

### Для ансамбля
- …atmend… (1989)
- Quando il cielo si oscura (1989)
- Flötentöne (1991)
- L’Allegria I (1992)
- L’Allegria II (1993)
- De Imaginum, signorum et idearum compositione I (1994)
- De Imaginum, signorum et idearum compositione II
- Canta la luz herida por el hielo (1998)
- Interludien zu Lorcas «Canciones populares» (1998)
- Appassionato — en un silencio ardiente (2002)
- Chalan (2003)
- Cuaderno de danzas (2004)
- Wall of light red, посвящается Беату Фурреру (2003—2004)
- Wall of light sky (2005—2006)
- Wall of light black, посвящается Шону Скалли (2005—2006)
- Night (2007)

### Камерная музыка
- Trio Basso — a R. H. R (1988-89)
- Nel suono indicibile — a Luigi Nono (1989-90)
- Chez soi sans soi (1991)
- Memoriae; Escritura interna sobre un espacio poético de José Ángel Valente (1994)
- De Magia (1995)
- Peces del aire (1999)
- Cábala del Caballo (2000)
- Como el oscuro pez del fondo (2001)
- Degli Eroici Furori, струнный квартет № 1 (2002)
- Artemis, струнный квартет № 2 (2003—2004)
- TISRA, трио (2006)
- la mémoire incendiée: la guitare, струнный квартет № 3 (2007—2008)

### Инструментальная музыка
- Su un oceano di scampanellii для фортепиано (1994-95)
- De Amore для виолончели (1995)
- Animales celestes для 4-х виолончелей (1996)
- Trama, il flauto di Marsia для двойной флейты (1996)
- Argo (Argos) для саксофона (1997)
- Spaccio della bestia для контрабаса (1997-98, ред. 2004)
- Del aura al suspirar для бас-флейты (1998)
- De vinculis: ge-BURT для альта (2001)
- De vinculis: Gong a Nuria Schönberg Nono для ударных, посвящается Нурии Шёнберг-Ноно (2001)
- Estremecido por el viento для альта (2001)
- Muros de dolor I для саксофона (2005)
- Muros de dolor II для двойной флейты (2006)
- Green aurora dancing over the night side of the Earth для фортепиано (2006)
- Como llora el agua для гитары (2008)
- A Roberto для двойной флейты (2009)

### Вокальные сочинения
- IX+, de substantiis separatis (1990)
- Due voci, …come un soffio dall’estrema lontananza (1990-91)
- Non gridate piú (1990-9)
- Tenebrae Responsoria (1992-93)
- Expulsión de la Bestia Triunfante (1995, на текст Джордано Бруно)
- Nadie (1995-97, на слова Хосе Анхеля Валенте)
- Ángel de la Tierra (1997)
- Epitafio (1997, на слова Хосе Анхеля Валенте)
- In pace (1997, на слова Хосе Анхеля Валенте)
- Lectura del Libro de Job (1998)
- Cantes Antiguos (2003)
- Audéeis (2004)
- Sonetos del amor oscuro. Cripta sonora para Luigi Nono (2005, памяти Луиджи Ноно, на тексты Гарсиа Лорки)

### Электронная музыка
- Rinconete y Cortadillo (2002, балет по одноименной новелле Сервантеса)
- Camino al Andar (2003, музыка к документальному фильму Шоле Хейязи)

## Признание
Поощрительная премия Эрнста фон Сименса (1997). Музыкальная премия королевы Софии (2000), Национальная музыкальная премия Испании (2001) и др.